# Arvada (Colorado)
Arvada is een stad in de Amerikaanse staat Colorado en telt 102.153 inwoners. Het is hiermee de 231e stad in de Verenigde Staten (2000). De oppervlakte bedraagt 84,7 km², waarmee het de 189e stad is.

## Demografie
Van de bevolking is 10,7 % ouder dan 65 jaar en bestaat voor 23,1 % uit eenpersoonshuishoudens. De werkloosheid bedraagt 2,3 % (cijfers volkstelling 2000).
Ongeveer 9,8 % van de bevolking van Arvada bestaat uit hispanics en latino's, 0,7 % is van Afrikaanse oorsprong en 2,2 % van Aziatische oorsprong.
Het aantal inwoners steeg van 89.786 in 1990 naar 102.153 in 2000.

## Klimaat
In januari is de gemiddelde temperatuur -1,0 °C, in juli is dat 22,2 °C. Jaarlijks valt er gemiddeld 402,8 mm neerslag (gegevens op basis van de meetperiode 1961-1990).

## Stedenbanden
- Mechelen (België)
- Qyzylorda (Kazachstan)

## Plaatsen in de nabije omgeving
De onderstaande figuur toont nabijgelegen plaatsen in een straal van 16 km rond Arvada.